# Avortement au Venezuela
L'avortement au Venezuela est actuellement illégal, sauf dans certains cas spécifiques définis par la Constitution vénézuélienne, se limitant principalement à la pratique de l'avortement en cas de viol ou de danger pour la santé de la mère. Le pays possède l'une des lois les plus restrictives d'Amérique latine.
Toute personne ayant recours à l'avortement est passible d'une peine de prison allant de six mois à deux ans. La peine pour un médecin ou toute autre personne qui pratique l'intervention est de un à trois ans, mais des peines plus sévères peuvent s'appliquer si la femme enceinte meurt des suites de l'intervention. Ce sujet fait l'objet d'un débat depuis plusieurs années dans le pays, parmi d'autres questions relatives à la santé génésique, notamment au sein de l'Église catholique. La situation actuelle de l'avortement au Venezuela est exacerbée par la crise économique alimentée par un manque d'accès aux soins de santé. Malgré des moyens financiers limités en raison de la crise, certains groupes défendent le droit à l'avortement.
La région de l'Amérique latine et des Caraïbes détient l'un des taux les plus élevés d'avortement provoqué au monde ; on calcule que pour 1 000 naissances vivantes, il y a un peu plus de 300 avortements, dont beaucoup sont des avortements illégaux et/ou clandestins . Il n'existe pas de statistiques définies sur les taux d'avortement spécifiques au Venezuela, peut-être en raison du fait que la grande majorité des avortements qui ont lieu sont dépourvus de toute documentation.

## Terminologie
Dans le droit vénézuélien, toute méthode chirurgicale ou médicamenteuse d'interruption de grossesse peut être considérée comme un avortement provoqué.
Un avortement clandestin est un avortement qui n'est pas pratiqué dans le cadre de soins médicaux appropriés ou dans des conditions adaptées. L'avortement étant illégal au Venezuela, une procédure clandestine est souvent le seul moyen dont dispose une femme pour mettre fin à une grossesse non désirée, à moins qu'elle ne soit confrontée à certaines conditions.
La politique du Venezuela en matière d'avortement suit le "modèle des recommandations", ce qui signifie qu'il n'est autorisé que lorsque la grossesse constitue une menace pour la santé de la femme enceinte, qu'elle est le résultat d'un viol ou que le fœtus ne peut pas vivre en dehors de l'utérus.

## Législation
Le Congrès de la République a approuvé en 1926 une loi interdisant l'avortement qui n'a pas été modifiée jusqu'en 2000, date à laquelle une réforme a autorisé la procédure si la vie de la femme était en danger. Une clause du Code pénal vénézuélien réduit la peine "si l'auteur de l'avortement le commet pour sauver l'honneur de sa mère, de sa femme ou de ses enfants".
L'article 340 du Code pénal du Venezuela stipule que "la femme qui avorte intentionnellement, en utilisant des moyens employés par elle-même ou par un tiers avec leur consentement, sera punie d'une peine d'emprisonnement de six mois à deux ans. L'article 433 offre une exception : "la personne qui procède à un avortement n'encourt aucune peine s'il s'agit d'une mesure indispensable pour sauver la vie de la mère". L'article 434 prévoit que "les peines établies dans les articles précédents sont réduites dans la proportion d'un tiers à deux tiers, et l'emprisonnement est converti en réclusion, dans le cas où l'auteur de l'avortement l'a commis pour sauver son honneur ou celui de sa femme, de sa mère, de sa descendante, de sa sœur ou de sa fille adoptive".

## Histoire
La crise économique au Venezuela a servi d'autre influence sur la politique du pays. Certains groupes se battent pour que les politiques changent leurs positions pour le droit à l'avortement. La crise a également entraîné une diminution de l'accès aux contraceptifs, et a poussé de nombreuses femmes à recourir à la stérilisation et à l'avortement comme méthode de planification familiale ,.
De nombreuses organisations non gouvernementales anti-avortement du pays ont cessé d'offrir leur soutien ou ont disparu après la détention, en octobre 2020, de Vannesa Rosales, une militante de l'État de Mérida, après avoir aidé une victime mineure de viol à avorter. Quatre autres organisations féministes sans lien avec les droits reproductifs ont cessé de travailler après avoir reçu des menaces.

## Accès aux moyens de contraception
Parallèlement aux produits de santé, l'accès des Vénézuéliens aux contraceptifs est particulièrement touché par la crise. Selon une estimation de 2019, environ 90 % des Vénézuéliens n'avaient pas accès à des méthodes contraceptives. Les contraceptifs n'étant pas considérés comme étant des "médicaments essentiels", ils subissent une pénurie encore plus importante que les médicaments non contraceptifs. Les quelques contraceptifs disponibles sont soumis à des taux d'inflation élevés. Par exemple, un paquet de trois préservatifs coûte plusieurs semaines du salaire minimum, et une boîte de pilules contraceptives peut coûter près d'une année de salaire au même taux, ce qui les rend pratiquement inabordables pour les citoyens.
Depuis 2021, les vendeurs informels proposent souvent des pilules contraceptives et du misoprostol (un médicament qui peut être utilisé pour déclencher le travail et provoquer un avortement médical) sur des plateformes en ligne telles que Facebook Marketplace et MercadoLibre, le marché en ligne le plus populaire d'Amérique latine, ainsi que des publicités sur des sites de médias sociaux comme Instagram et Twitter.

### Misoprostol
Le misoprostol est un médicament qui peut être utilisé pour déclencher le travail de la mère et provoquer un avortement médical, c'est-à-dire tout avortement effectué par voie médicamenteuse,. En raison du statut légal de l'avortement, les Vénézuéliens se procurent souvent le misoprostol sur le marché noir, ce qui est coûteux et met la mère en danger.
Le misoprostol, bien qu'il fasse partie des méthodes d'avortement clandestin les plus sûres, peut être dangereux s'il n'est pas pris sous surveillance médicale. Il peut provoquer des hémorragies et d'autres effets indésirables tels qu'une infection. Si les effets secondaires ne sont pas traités rapidement, les effets secondaires du médicament peuvent entraîner la mort. On estime qu'environ 6 000 femmes meurent chaque année, rien qu'en Amérique latine, à cause d'avortements non médicalisés. Les avortements non sécurisés, y compris ceux effectués au moyen du misoprostol, contribuent de manière significative à la mortalité maternelle et à la mortalité féminine globale au Venezuela.

## Stérilisation et avortement
Le Venezuela est un des pays où les procédures de stérilisation sont des plus utilisées au monde. Le prix élevé des contraceptifs oblige à recourir les plus modestes à l'abstinence ou à la stérilisation. Bien que la procédure de stérilisation soit coûteuse, certaines femmes préfèrent payer l'opération plutôt que de s'occuper d'enfants qu'elles ne pourraient entretenir. Ce choix est fait en lieu et place d'avortements clandestins ultérieurs. The Intercept rapporte que certaines des femmes qui optent pour la stérilisation n'ont pas plus de 14 ans.

## Activisme

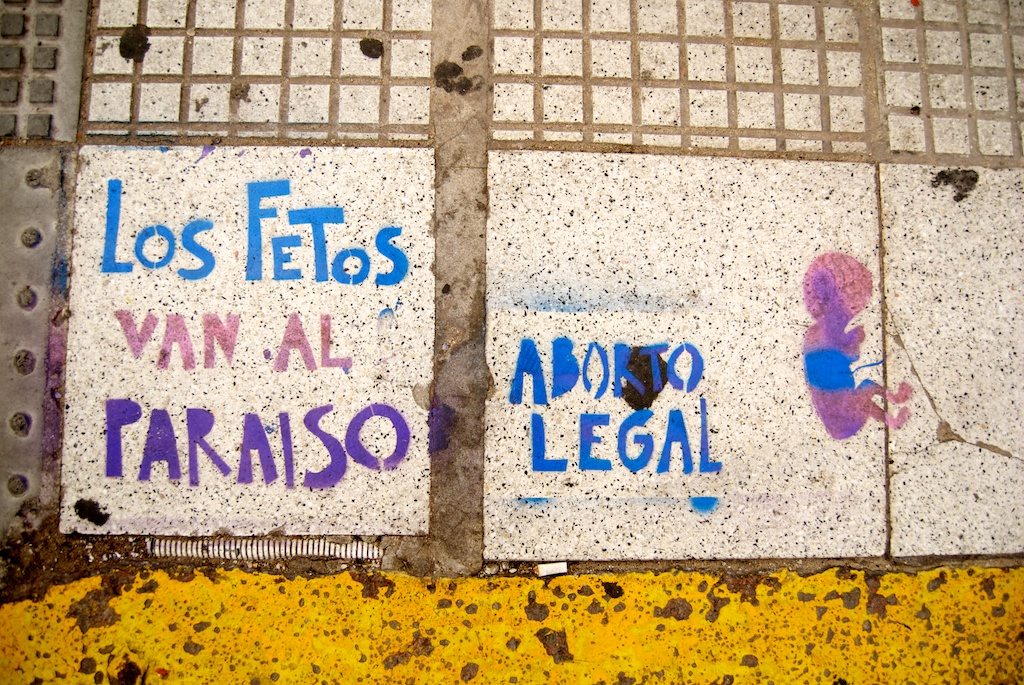
"Les fœtus vont au paradis, légalisez l'avortement." Œuvre d'art militante en faveur du droit à l'avortement en Argentine alors que le Venezuela continue de faire face à une absence de droit à l'avortement.

Pendant la présidence d'Hugo Chávez, des groupes tels que Feminists in Free and Direct Action for Safe Abortions in Revolution ont été créés pour plaider en faveur de la fin des avortements clandestins dangereux. Après la formation de l'Assemblée nationale constituante du Venezuela en juillet 2017 et le vote du Congrès argentin en faveur de la légalisation de l'avortement, des militants des droits des femmes et des droits LGBTI ont présenté à l'Assemblée une série de propositions visant à légaliser l'avortement et à étendre les droits sexuels et reproductifs le 20 juin 2018."
Parmi les autres efforts visant à soutenir le mouvement, des efforts d'un groupe qui utilise une ligne d'assistance téléphonique pour informer les femmes sur la façon d'avorter en toute sécurité. Cette ligne d'assistance permet aux femmes de prendre une décision éclairée sur le fait de procéder à un avortement. Elle ne change cependant pas le statut juridique de l'avortement au Venezuela et ne permet pas aux femmes d'avoir accès aux soins médicaux.

## Église catholique
Les lois sur l'avortement sont débattues par ceux qui ont des croyances catholiques, car certains catholiques considèrent que les formes "artificielles" de contrôle des naissances (avortement, préservatifs ou pilules contraceptives) ne sont pas conformes au code moral catholique, et "que l'avortement est le résultat d'une immoralité et d'une ignorance généralisées". Les manifestations contre les lois limitant l'avortement ont suscité l'inquiétude de la communauté catholique ; en mai 2006, le pape Benoît XVI a rencontré le président Hugo Chávez et s'est inquiété au cours son entretien avec le président du Venezeuela de la possibilité que ce dernier assouplisse les lois sur l'avortement au Venezuela.